# Esquirol de Palawan septentrional
L'esquirol de Palawan septentrional (Sundasciurus juvencus) és una espècie de rosegador de la família dels esciúrids. És endèmic de les Filipines. Els seus hàbitats naturals són els boscos primaris i secundaris de plana, així com les plantacions, els camps de conreu i els jardins, incloent-hi zones molt pertorbades. És una espècie en risc mínim, és a dir, no sembla que hi hagi cap amenaça significativa per a la seva supervivència.